# Gastronorm

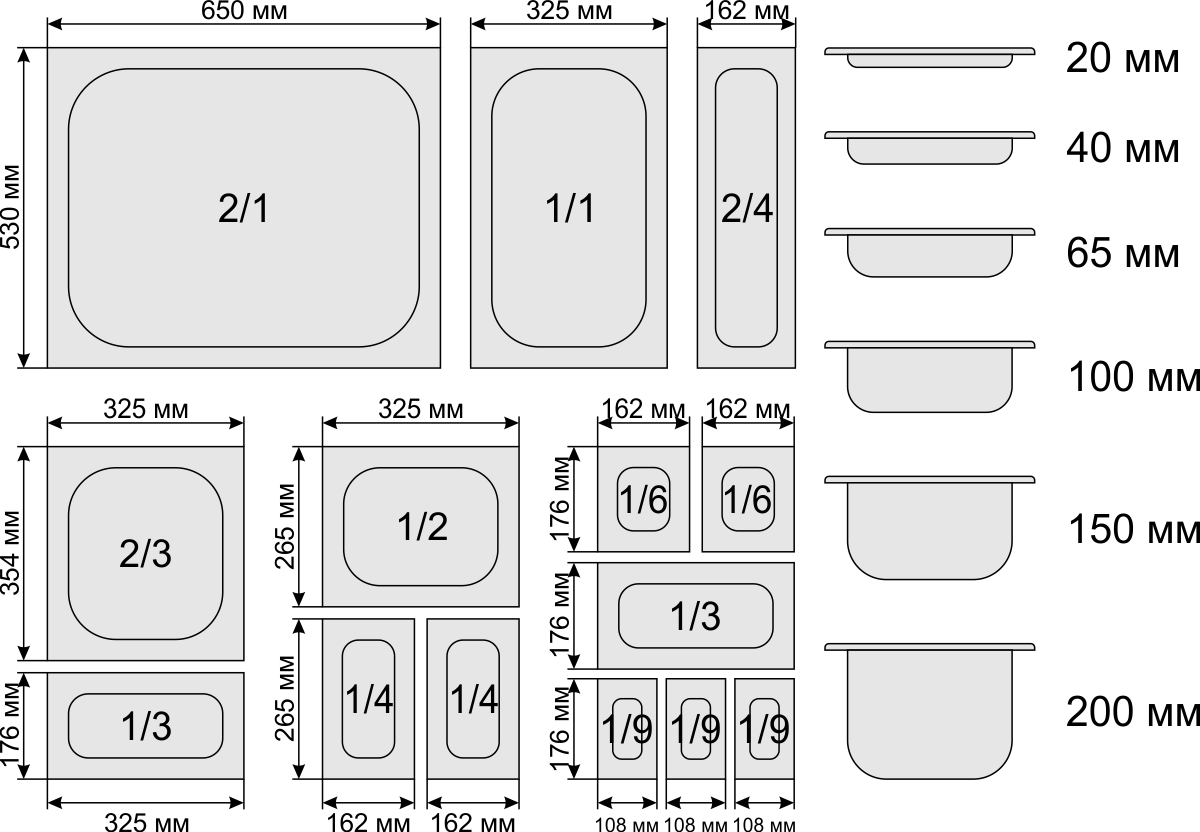
Imagen explicativa del sistema de medidas Gastronorm

Gastronorm es un sistema de medidas estándar usado en hostelería profesional, reguladas por la Norma Europea EN-631631, para cubetas, bandejas y recipientes. Gracias a esta medida es más fácil conocer las compatibilidades de las bandejas y cubetas con los hornos, frigoríficos, vitrinas u otros elementos de una cocina profesional. 
Este sistema se creó en Suiza y se internacionalizó con la creación de la Normativa Europea EN-631 en 1964 al firmar un acuerdo con la Asociación Suiza de Hostelería Institucional y la Asociación Hotelera de Suiza, junto con diferentes fabricantes a gran escala.
Esta norma permite optimizar el espacio al estandarizar el sistema de medidas por fracciones, por lo que se pueden crear diferentes composiciones según el espacio disponible. También permite diferentes métodos de conservación y almacenamiento de los alimentos. 

## Beneficios
La principal ventaja es facilitar el tratamiento de los productos al utilizar tamaños estandarizados y de optimizar los recursos disponibles en la cocina. El equipamiento se fabrica de forma universal y adaptada a las medidas Gastronorm. También simplifica las tareas de conservación y preparación ya que las bandejas y cubetas te sirven tanto para cocinar como almacenar alimentos. 
La norma que regula las medidas también obliga a utilizar materias primas en la fabricación de los recipientes que sean aptos para alimentos, es decir, proporcionan mayor seguridad en la manipulación de alimentos.

## Medidas Gastronorm
Las medidas Gastronorm se identifica utilizando las siglas GN y un sistema de fracciones. La medida básica es GN 1/1 que corresponde a una unidad y tiene una medida de 530x325mm. De esta unidad es donde se sacan los múltiplos o divisores, mientras que lo que varía y estima la capacidad es la profundidad del recipiente. Las profundidades van desde los 10mm hasta los 200mm. Los tamaños permiten crear combinaciones. 
| Medida | Tamaño (largo x ancho) | Fondos disponibles            | Capacidad en litros (según fondo) | Capacidad en kg (s.f) | Raciones aproximadas (s.f) |
| ------ | ---------------------- | ----------------------------- | --------------------------------- | --------------------- | -------------------------- |
| GN 2/1 | 530 x 650 mm           | 200, 150, 100, 65, 40 y 20 mm | De 6 a 58 litros                  | De 4,3 a 40,6 kg      | De 24 a 232                |
| GN 1/1 | 530 x 325 mm           | 200, 150, 100, 65, 40 y 20 mm | De 3 a 29 litros                  | De 2,1 a 20,3 kg      | De 12 a 116                |
| GN 2/3 | 353 x 325 mm           | 200, 150, 100, 65, 40 y 20 mm | De 1,6 a 17 litros                | De 1 a 12 kg          | De 7 a 68                  |
| GN 1/2 | 265 x 325 mm           | 200, 150, 100, 65, 40 y 20 mm | De 1,2 a 12 litros                | De 0,84 a 8,4 kg      | De 5 a 48                  |
| GN 1/3 | 176 x 325 mm           | 200, 150, 100, 65 mm          | De 2,5 a 7,5 litros               | De 1,75 a 5,25 kg     | De 10 a 30                 |
| GN 1/4 | 265 x 162 mm           | 200, 150, 100, 65 mm          | De 1,7 a 5,2 litros               | De 1,2 a 3,65 kg      | De 7 a 21                  |
| GN 1/6 | 176 x 162 mm           | 200, 150, 100, 65 mm          | De 1 a 3 litros                   | De 0,7 a 2,1 kg       | De 4 a 12                  |
| GN 1/9 | 176 x 108 mm           | 100 y 65 mm                   | De 0,6 a 0,8 litros               | De 0,42 a 0,56 kg     | De 2 a 3                   |

#### Capacidad cubetas Gastronorm GN 2/1
| Medida       | Tamaño (largo x ancho en milímetros) | Fondo (en milímetros) | Capacidad en litros | Capacidad en kg | Raciones aproximadas |
| ------------ | ------------------------------------ | --------------------- | ------------------- | --------------- | -------------------- |
| GN 2/1 x 200 | 530 x 650                            | 200                   | 58                  | 40,6            | 232                  |
| GN 2/1 x 150 | 530 x 650                            | 150                   | 43                  | 30,1            | 172                  |
| GN 2/1 x 100 | 530 x 650                            | 100                   | 29                  | 20,3            | 116                  |
| GN 2/1 x 65  | 530 x 650                            | 65                    | 19                  | 13,3            | 76                   |
| GN 2/1 x 40  | 530 x 650                            | 40                    | 12                  | 8,4             | 48                   |
| GN 2/1 x 20  | 530 x 650                            | 20                    | 6                   | 4,3             | 24                   |

#### Capacidad cubetas Gastronorm GN 1/1
| Medida       | Tamaño (largo x ancho en milímetros) | Fondo (en milímetros) | Capacidad en litros | Capacidad en kg | Raciones aproximadas |
| ------------ | ------------------------------------ | --------------------- | ------------------- | --------------- | -------------------- |
| GN 1/1 x 200 | 530 x 325                            | 200                   | 29                  | 20,3            | 116                  |
| GN 1/1 x 150 | 530 x 325                            | 150                   | 21                  | 14,7            | 84                   |
| GN 1/1 x 100 | 530 x 325                            | 100                   | 14                  | 9,8             | 56                   |
| GN 1/1 x 65  | 530 x 325                            | 65                    | 9                   | 6,3             | 36                   |
| GN 1/1 x 40  | 530 x 325                            | 40                    | 6                   | 4,3             | 24                   |
| GN 1/1 x 20  | 530 x 325                            | 20                    | 3                   | 2,1             | 12                   |

#### Capacidad cubetas Gastronorm GN 2/3
| Medida       | Tamaño (largo x ancho en milímetros) | Fondo (en milímetros) | Capacidad en litros | Capacidad en kg | Raciones aproximadas |
| ------------ | ------------------------------------ | --------------------- | ------------------- | --------------- | -------------------- |
| GN 2/3 x 200 | 353 x 325                            | 200                   | 17                  | 11,9            | 68                   |
| GN 2/3 x 150 | 353 x 325                            | 150                   | 13                  | 9,1             | 52                   |
| GN 2/3 x 100 | 353 x 325                            | 100                   | 9                   | 6,3             | 36                   |
| GN 2/3 x 65  | 353 x 325                            | 65                    | 5,5                 | 3,85            | 22                   |
| GN 2/3 x 40  | 353 x 325                            | 40                    | 3,5                 | 2,45            | 14                   |
| GN 2/3 x 20  | 353 x 325                            | 20                    | 1,1                 | 7               |                      |

#### Capacidad cubetas Gastronorm GN 1/2
| Medida       | Tamaño (largo x ancho en milímetros) | Fondo (en milímetros) | Capacidad en litros | Capacidad en kg | Raciones aproximadas |
| ------------ | ------------------------------------ | --------------------- | ------------------- | --------------- | -------------------- |
| GN 1/2 x 200 | 235 x 325                            | 200                   | 12                  | 8,4             | 45                   |
| GN 1/2 x 150 | 235 x 325                            | 150                   | 9                   | 6,3             | 36                   |
| GN 1/2 x 100 | 235 x 325                            | 100                   | 6                   | 4,3             | 24                   |
| GN 1/2 x 65  | 235 x 325                            | 65                    | 4                   | 2,8             | 16                   |
| GN 1/2 x 40  | 235 x 325                            | 40                    | 2,5                 | 1,75            | 10                   |
| GN 1/2 x 20  | 235 x 325                            | 20                    | 0,84                | 5               |                      |

#### Capacidad cubetas Gastronorm GN 1/3
| Medida       | Tamaño (largo x ancho en milímetros) | Fondo (en milímetros) | Capacidad en litros | Capacidad en kg | Raciones aproximadas |
| ------------ | ------------------------------------ | --------------------- | ------------------- | --------------- | -------------------- |
| GN 1/3 x 200 | 176 x 325                            | 200                   | 7,5                 | 5,25            | 30                   |
| GN 1/3 x 150 | 176 x 325                            | 150                   | 5,7                 | 4               | 23                   |
| GN 1/3 x 100 | 176 x 325                            | 100                   | 3,7                 | 2,6             | 15                   |
| GN 1/3 x 65  | 176 x 325                            | 65                    | 2,5                 | 1,75            | 10                   |

#### Capacidad cubetas Gastronorm GN 1/4
| Medida       | Tamaño (largo x ancho en milímetros) | Fondo (en milímetros) | Capacidad en litros | Capacidad en kg | Raciones aproximadas |
| ------------ | ------------------------------------ | --------------------- | ------------------- | --------------- | -------------------- |
| GN 1/4 x 200 | 265 x 162                            | 200                   | 5,2                 | 3,65            | 21                   |
| GN 1/4 x 150 | 265 x 162                            | 150                   | 4                   | 2,8             | 16                   |
| GN 1/4 x 100 | 265 x 162                            | 100                   | 2,5                 | 1,75            | 10                   |
| GN 1/4 x 65  | 265 x 162                            | 65                    | 1,7                 | 1,2             | 7                    |

#### Capacidad cubetas Gastronorm GN 1/6
| Medida       | Tamaño (largo x ancho en milímetros) | Fondo (en milímetros) | Capacidad en litros | Capacidad en kg | Raciones aproximadas |
| ------------ | ------------------------------------ | --------------------- | ------------------- | --------------- | -------------------- |
| GN 1/6 x 200 | 176 x 162                            | 200                   | 3                   | 2,1             | 12                   |
| GN 1/6 x 150 | 176 x 162                            | 150                   | 2,2                 | 1,5             | 9                    |
| GN 1/6 x 100 | 176 x 162                            | 100                   | 1,7                 | 1,2             | 7                    |
| GN 1/6 x 65  | 176 x 162                            | 65                    | 1                   | 0,7             | 4                    |

#### Capacidad cubetas gastronorm GN 1/9
| Medida       | Tamaño (largo x ancho en milímetros) | Fondo (en milímetros) | Capacidad en litros | Capacidad en kg | Raciones aproximadas |
| ------------ | ------------------------------------ | --------------------- | ------------------- | --------------- | -------------------- |
| GN 1/6 x 100 | 176 x 108                            | 100                   | 1                   | 3,65            | 3                    |
| GN 1/6 x 65  | 176 x 108                            | 65                    | 0,6                 | 2,8             | 2                    |

## Materiales y tipos
Hay 3 materiales principales utilizados para fabricar los recipientes que sean aptos para alimentos: acero inoxidable, policarbonato y polipropileno, aunque también se pueden encontrar en bambú, melamina, aluminio, etc. 
- Las cubetas o bandejas de acero inoxidable son las más higiénicas, fácil de manipular y aptas tanto para congelación como horno. Se suelen utilizar con tapas de policarbonato transparentes para poder visualizar el interior del recipiente. Son resistentes a golpes y con un rango de temperatura muy amplio. Por eso son las más extendidas.
- Las cubetas de policarbonato son más ligeras y se utilizan principalmente para el transporte y refrigeración. El rango de temperatura de trabajo es de -40 °C a 130 °C, siendo utilizadas para cocción al microondas, para cocinar a baja temperatura o para envasar al vacío
- Los recipientes de polipropileno se utilizan solamente para almacenar en frío o temperatura ambiente, no soportan alimentos ni temperaturas mayores de 70 °C. Son las más económicas y también se usan para el termo sellado ya que muchos fabricantes las comercializan como si fueran de uso único.

## Según su forma
Aparte de las medidas, tienen diferentes formas con fines específicos: 
- Con fondo perforado para drenar líquidos. Ya sea a consecuencia del cocinado, del propio alimento o del lavado. También se usan en horno o baño maría,
- Con fondo difusor para colocar encima de fogones y que distribuyan el calor.
- Para envasado al vacío que suelen ser de acero inoxidable para evitar que se deformen e incorporan una tapa de policarbonato con válvula para realizar el vaciado.
- Hipoalergénicas que son de polipropileno y usan pictogramas para identificar los alérgenos.